# 竺规身
竺規身（1884年6月29日—1978年2月27日），中国著名基督教牧师。

## 慕尔堂牧师
1884年6月29日，竺規身出生於浙江省宁波府奉化縣大埠鄉後竺村。年幼時父母相繼亡故，1900年由親戚介紹往上海當學徒，1906年与店主之女结婚后独立开店经营。1908年，竺規身在衛理公會慕尔堂受洗。同年開始作義務傳道。1911年棄商作全職傳道员。他追求被圣灵充满，在1915年5月20日晚禱時受靈洗，1917年被按立為牧師。
1924年，竺規身被衛理公會派往哈爾濱開展宣教事奉，1928年返回，继续担任慕尔堂牧师。
1930年代，竺規身說服衛理公會高層，借出慕尔堂給宋尚節開佈道會，空前成功，全國各地的邀請函紛至踏來。宋博士前往各地传道时，竺规身的长女竺臨恩担任譯員。

## 自办錫安堂
1937年，中日战争爆发，希腊侨民裴雅各回国，将他创办的康脑脱路荣耀会交给竺規身。竺辭去慕爾堂主任牧師，将荣耀会改为中华基督教堂。1940年代，上海数十个独立堂会联合成立灵工团。1946年，竺規身被選為上海靈工團終身職監督。
1949年，竺规身发起信徒祷告、奉献，购置延安中路1125号的1亩多土地，建造锡安堂，至1953年5月落成，能容纳600多人，这是1949年以后上海兴建的第一座大教堂，当时的《天风》杂志亦加以报道。此后锡安堂成為上海灵工团的总堂。。
1955年上海市基督教三自爱国运动委员会成立，竺规身为五名副主席之一。
不久，由于坚持信仰，竺规身不为现代派控制的三自所容，被打成右派。1958年8月，竺規身退休。不久，锡安堂亦被迫献给人民政府，堂址在1960年被改建为延安饭店。   

## 在文革中
1966年8月，文化大革命爆發，所有牧師都遭到批鬥。1969年，在強大的政治壓力下，九成傳道人公開放棄信仰。84歲高齡的竺牧師寧願受死亦不肯否认基督，批判圣经，不肯写大字报批斗地方教会女同工左弗如，而被戴上反革命分子的帽子，在里弄监督劳动十余年之久。
1978年2月，因竺规身在巴西的五女写信给华国锋，而获平反。一周后，2月27日凌晨四時，竺規身无疾而终，在世95年。